# Куцов, Калистрат
Калистра́т Ку́цов (рум. Calistrat Cuţov; 10 октября 1948, Брэила — март 2025, Бухарест) — румынский боксёр лёгкой и полусредней весовых категорий, русского (липованского) происхождения, выступал за сборную Румынии в конце 1960-х — середине 1970-х годов. Бронзовый призёр летних Олимпийских игр в Мехико, чемпион Европы, победитель многих международных турниров и национальных первенств. Работал тренером по боксу.

## Биография
Калистрат Куцов родился 10 октября 1948 года в городе Брэила. Активно заниматься боксом начал в возрасте одиннадцати лет — сначала тренировался в местном небольшом клубе, затем присоединился к бухарестскому спортивному обществу «Динамо» и попал в основной состав национальной сборной.
В 1968 году, находясь в лёгком весе, впервые выиграл взрослый чемпионат Румынии и благодаря череде удачных выступлений удостоился права защищать честь страны на летних Олимпийских играх в Мехико, откуда привёз медаль бронзового достоинства (в полуфинале со счётом 0:5 уступил американцу Ронни Харрису). Год спустя участвовал в боях чемпионата Европы в Бухаресте — завоевал золотую медаль, победив всех своих соперников на турнире. Также в этом сезоне стал чемпионом первенства Балканских стран.
В 1971 году Куцов поднялся в полусреднюю весовую категорию и выиграл серебряную медаль на чемпионате Европы в Мадриде. Прошёл квалификацию на Олимпийские игры в Мюнхен, однако потерпел поражение уже во втором своём матче на турнире. На впервые проведённом мировом первенстве в 1974 году в Гаване сумел дойти до стадии четвертьфиналов, где проиграл титулованному боксёру из Болгарии Владимиру Колеву. В 1976 году Калистрат Куцов побывал уже на третьей в своей карьере Олимпиаде, на Играх в Монреале в четвертьфинале он снова встретился с Колевым и вновь уступил ему по очкам. Через год спортсмен получил бронзовую медаль на чемпионате Европы в Галле, в полуфинале со счётом 1:4 проиграл поляку Янушу Гайда. Этот турнир оказался для него одним из последних в большом спорте, вскоре Куцов принял решение завершить карьеру спортсмена и покинул сборную. Всего в его послужном списке 398 боёв в любительском олимпийском боксе, из них лишь 11 окончились поражением.
Начиная с 1981 года Куцов работал тренером по боксу в своём родном клубе «Динамо», подготовил многих талантливых бойцов, в том числе Даниэля Думитреску, серебряного призёра Олимпийских игр 1988 года. Его младший брат Симион тоже был довольно известным боксёром, представлял Румынию на двух Олимпиадах.
Умер в марте 2025 года в Бухаресте в возрасте 76 лет.